# Isabel II d'Espanya
Maria Isabel Lluïsa de Borbó i Borbó-Dues Sicílies (Madrid, 10 d'octubre de 1830 – París, 9 d'abril de 1904) va regnar Espanya com Isabel II entre 1833 i 1868.
Filla de Ferran VII i coneguda com «la dels tristos destins», fou princesa d'Astúries entre 1830 i 1833. La successió a favor seu en virtut a la Pragmàtica Sanció de 1830 va conduir a la insurgència legitimista del seu oncle Carles Maria Isidre, recolzat pels anomenats carlins.
Durant la minoria d'edat d'Isabel, la seva mare Maria Cristina i el general Baldomero Espartero van exercir de regents. Va ser destronada en la Revolució de 1868.

## Biografia

### Primers anys
Va néixer el 10 d'octubre de 1830 a la ciutat de Madrid. Va ser la filla del rei Ferran VII d'Espanya i de la seva quarta esposa, Maria Cristina de Borbó-Dues Sicílies.
Va ser jurada princesa d'Astúries a San Jerónimo el Real el 20 de juny de 1833.

### Vida com reina
Va ser proclamada reina d'Espanya el 29 de setembre de 1833, 25 dies després de la mort del seu pare Ferran VII, quan ella encara no tenia ni tres anys.
El seu naixement i ascens al tron va provocar un llarg conflicte, de fet una guerra civil, entre els partidaris d'Isabel II i els del seu oncle, Carles Maria Isidre de Borbó, hereu de la corona fins que Ferran VII va revocar la Llei Sàlica mitjançant una Pragmàtica Sanció, no acceptà el testament del seu germà ni que Isabel II fos jurada princesa d'Astúries i, després, proclamada reina d'Espanya.
Durant aquest convuls període i fins a l'any 1840 es feu càrrec de la regència la mare d'Isabel, la reina Maria Cristina de Borbó.
Aquesta regència va estar marcada per l'esclat de la Primera Guerra carlina (1833-1840). Maria Cristina va veure's obligada a buscar aliances amb els liberals per defensar la seva filla i la seva mateixa posició com a regent enfront dels carlins, malgrat que no era partidària de les idees liberals. No obstant això, la guerra civil fou inevitable i, tanmateix, no suposà un greu perill per l'estabilitat del país.
Els carlins tenien el seu gruix de reclutaments a les zones rurals, molts reclutes eren pagesos, però no tenien mitjans, ni tenien una gran organització ni comandaments militars, de fet, gran part de l'exèrcit va posar-se del costat del govern. Després de produir-se alçaments a tot el país, les revoltes es van focalitzar a les províncies del nord, on l'exèrcit va poder dominar la situació amb més facilitat.
La guerra acabà el 1839, però el 1840 Maria Cristina va ser substituïda. L'ús de l'antiga reina com a regent havia servit com a símbol en contra dels revoltats partidaris de Carles de Borbó. En aquell moment, Isabel II encara tenia deu anys, fet que feia necessari continuar la regència. El nou regent fou el general Baldomero Espartero, que havia lluitat en la guerra i n'havia sortit victoriós.
Era de tendència progressista, tanmateix, ben aviat va tenir problemes amb els mateixos progressistes a causa de la seva voluntat de dur el govern per ell mateix, quan aquesta comesa era responsabilitat del primer ministre. Va procurar nomenar ministres febles, sense personalitat, i també incorporà al govern persones d'extracció militar. Tingué problemes també en el camp econòmic. Com a progressista era partidari del lliurecanvisme i abaixà els aranzels que protegien els productes espanyols, la qual cosa provocà l'enfonsament de la indústria drapera catalana i les noves fàbriques que havien aparegut a Màlaga, amb el consegüent tancament de fàbriques i acomiadament de personal.
Les protestes foren sonades, especialment a Barcelona, on esclatà una revolta amb un clar caràcter social el 1842, en la qual els obrers van secundar els interessos dels seus patrons, tot i que cadascú en defensava els propis. Espartero feu bombardejar la ciutat des del castell de Montjuïc, i ben aviat acabà rendint-se. Després, però, es revoltaren unes altres ciutats com ara Reus, València o Sevilla.
Enmig d'un enorme caos, el 1843 Espartero va emigrar a Anglaterra. La coalició moderada i progressista que havia liderat les noves revoltes va decidir no allargar la regència i proclamar major d'edat la reina Isabel II, que llavors tenia tretze anys.

#### Política interior
Isabel II va regnar durant un període de transició a Espanya en el qual la monarquia va cedir més poder polític al parlament. La reina interferia amb freqüència en la política de la nació, cosa que la va fer impopular entre els polítics. Moltes vegades, diversos membres del govern, cercant més poder, la manipulaven. El seu regnat pot ser titllat d'infame, ja que es va enfrontar amb diversos presidents dels Estats Units per ximpleries.
A la seva època es va canviar la base del sistema monetari, passant del ral a l'escut, i va modernitzar notablement Espanya amb l'estesa de moltes línies de ferrocarril, la reobertura de les universitats, tancades pel seu pare, i la industrialització, la major part sota el comandament de Leopoldo O'Donnell, amb què es va construir el primer ferrocarril.

#### Política exterior
La política exterior va ser especialment fructífera durant el govern de la Unió Liberal (1858-1863). El període va ser pacífic, va gaudir d'estabilitat política i de creixement econòmic en l'àmbit intern. Aprofitant el pretext d'un conflicte de fronteres, O'Donnell va fomentar una guerra amb el Marroc, aconseguiria de retruc la unió nacional i patriòtica dels espanyols per davant de les divisions tradicionals. L'anomenada Guerra d'Àfrica tenia com a pretensions l'extensió de la frontera de la zona de Ceuta fins a la serra Bullones, a la qual s'oposà el Regne Unit, que advertí que no toleraria una millora de les posicions espanyoles a l'estret de Gibraltar. L'octubre del 1859 es van trencar les negociacions i sortí la força expedicionària, formada per uns 40.000 soldats, a l'Àfrica, on s'enfrontà a les tropes marroquines, mal organitzades, comandades per Muley-el-Abbas, germà del soldà del Marroc.
Després de l'ocupació de Tetuan, Larache i de la batalla de Wad-Ras, se signà la convenció de Tetuan, que suposà l'acord de pagament de reparacions i indemnitzacions de guerra a Espanya i, mentre no s'efectués el pagament, es mantindria ocupada la població de Tetuan, si bé s'abandonà abans del pagament de la totalitat de les indemnitzacions per pressió dels britànics.
Es va produir també l'annexió de territoris com ara Sidi Ifni i el Sàhara, el reconeixement de la possessió de Guinea Equatorial, l'expedició i conquesta de Saigon (encara que no reconeguda posteriorment pels francesos, que també hi van participar) i el manteniment de Cuba, Filipines, les Carolines i les Mariannes, a més de fer expedicions a Mèxic, Perú o Xile.

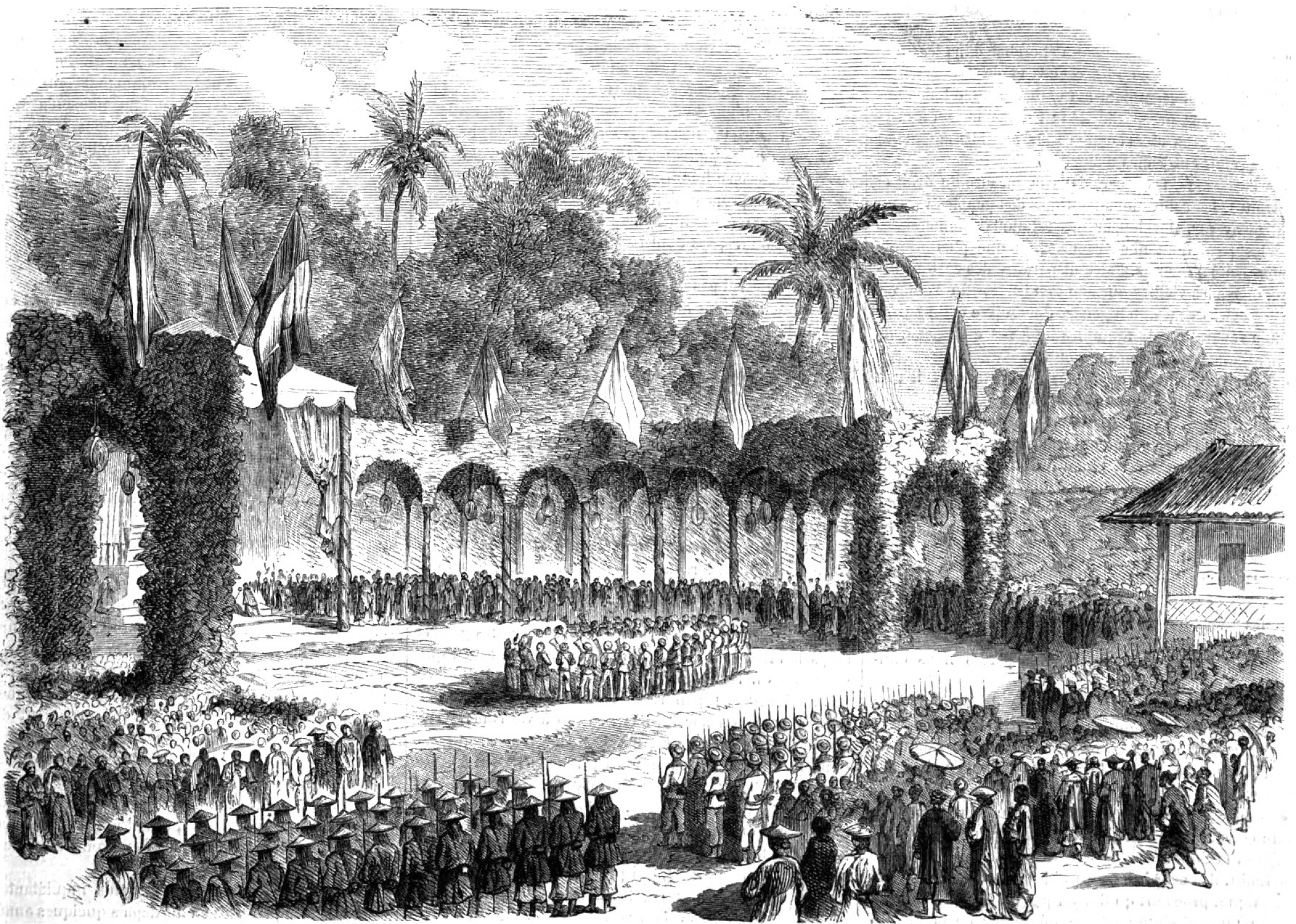
La celebració de la festa de la reina Isabel II d’Espanya a Saigon el 17 de gener de 1863.

### Revolució i exili
Amb la mort del general Ramón María de Narváez, la situació va tornar-se inestable. Isabel II va donar el govern a Luis González Bravo, un home d'extracció civil. Amb el general Joan Prim al capdavant, va tenir en contra tot l'estament militar en bloc, especialment a causa dels repartiments en els ascensos militars. A més, la mateixa tensió del país amb la presència de la crítica de la premsa i de la població feren augmentar els ànims revolucionaris. Els militars van formalitzar el preludi de la revolució en l'anomenat pacte d'Oostende.
La Revolució del 1868, coneguda com «La Gloriosa», va tenir el seu inici amb el pronunciament militar que feu l'esquadra naval a Cadis. El 18 de setembre s'aclamà la sobirania nacional i, finalment, el 19 de setembre els generals que havien sigut desterrats a les illes Canàries ocuparen la ciutat i pronunciaren el manifest «España con honra». La cort reial estava de vacances a Lekeitio, Biscaia; davant del pronunciament, González Bravo va dimitir i entrà a formar govern José Gutiérrez de la Concha, que va creure que la situació es podia controlar i decidí enviar en tren la reina Isabel a Madrid per passar revista a les tropes. No obstant això va trobar-se la via tallada. L'episodi militar de la revolució es manifestà en la batalla del Pont d'Alcolea, sobre el riu Guadalquivir, les tropes isabelines amb el general Pavía al capdavant van ser rebutjades pels revolucionaris comandats pel general Serrano. Quan la notícia arribà al govern, s'ordenà deixar lliure el pas a l'exèrcit revoltat. El nou govern provisional va proclamar el 30 de setembre la caiguda de la monarquia.
Isabel es va exiliar a França i allà va abdicar a favor del seu fill Alfons XII el 25 de juny de 1870. Amb el suport de diversos grups en el govern, Amadeu de Savoia, membre de la família reial italiana, va ser triat el seu successor com el rei Amadeu I d'Espanya. Amadeu era fill de Víctor Manuel II d'Itàlia, rei de Savoia-Piemont, de la casa de Savoia, i de l'arxiduquessa Adelaida d'Àustria (besneta de Carles III d'Espanya).
Isabel va viure la resta de la seva vida a França, on va ser testimoni de la Primera República, del regnat i mort del seu fill Alfons XII el 1885, i de l'inici del regnat del seu net Alfons XIII d'Espanya després de la regència de Maria Cristina d'Habsburg-Lorena. Va morir el 9 d'abril de 1904 a la ciutat de París i fou enterrada al monestir de l'Escorial davant del seu espòs, mort el 1902.

## Família
Quan la reina tenia 16 anys, el govern va arreglar el seu matrimoni amb el seu cosí l'infant Francesc d'Assís d'Espanya, duc de Cadis, que es va celebrar el 10 d'octubre del 1846.
Segons va relatar a Pérez Galdós el 1902 durant el seu exili parisenc, Isabel II odiava el seu cosí i marit Francesc, que segons diversos autors era bisexual o homosexual. La mateixa reina va comentar sobre Francesc d'Assís a la nit de noces, "Què li diré d'un home que duia més puntes que jo?".
Segons diverses fonts, és molt possible que Isabel II no tingués cap fill amb el seu marit sinó amb els seus amants, entre ells el capità d'enginyers Enric Puigmoltó i Mayans, que molts suposen progenitor del seu únic fill mascle, el futur monarca Alfons XII.
La reina va tenir deu fills, dels quals van arribar quatre a la maduresa, i només tres filles van sobreviure els seus pares:
- Lluís, mort en néixer.
- Ferran (1850), mort a les poques hores.
- Maria Isabel d'Espanya (Madrid, 1851-París, 1931). Es casà amb el príncep Gaietà de Borbó-Dues Sicílies creat comte de Girgenti l'any 1868.
- Maria Cristina (1864), morta al cap de tres dies de néixer.
- Maria de la Concepció, morta amb cinc anys.
- Alfons XII d'Espanya (Madrid, 1857-1885). Es casà en primeres núpcies amb la princesa-infanta Maria de la Mercè d'Orleans i en segones núpcies amb l'arxiduquessa Maria Cristina d'Habsburg-Lorena.
- Maria del Pilar (1861-1879)
- Maria de la Pau d'Espanya (Madrid, 1862-Múnic, 1946). Es casà amb el príncep Lluís Ferran de Baviera.
- Eulàlia d'Espanya (Madrid, 1864-1958). Es casà amb el príncep Antoni de França.
- Francesc d'Assís, mort amb un mes.